# Mesoligia subarcta
Mesoligia subarcta är en fjärilsart som beskrevs av Otto Staudinger 1897. Mesoligia subarcta ingår i släktet Mesoligia och familjen nattflyn. Inga underarter finns listade i Catalogue of Life.